# Line Saustrup Kristensen
Line Saustrup Kristensen (født 11. november 1992) er en kvindelig dansk fodboldspiller, der spiller centerforsvar for FC Thy-Thisted Q i Gjensidige Kvindeligaen, hvor hun også er viceanfører. i Gjensidige Kvindeligaen. Hun har tidligere spillet for OB og Team Viborg og har desuden flere U-landskampe på CV'et.

## Meritter

### Klub
FC Thy-Thisted Q
- DBUs Landspokalturnering for kvinder
  - Sølv: 2020